# Torneo de Quebec
El Torneo de Quebec o también llamado Bell Challenge es un torneo de tenis femenino dentro del circuito de la WTA. Es un torneo Tier III que se juega en la ciudad de Quebec, en Canadá desde el año 1993 en interior y en pista de cemento.

## Historia
En 1997, la tenista Brenda Schultz-McCarthy derrotó a la belga Dominique Van Roost por 6-4, 6-7(4) y 7-5, proclamándose campeona del torneo. Al año siguiente fue la americana Tara Snyder la que ganó su primer título de la WTA en una dura lucha que ganó por 4-6, 6-4, 7-6(6) sobre la también americana, Chanda Rubin. Snyder salvó dos puntos de partido durante el encuentro. 
En el año 2006, la finalista del Torneo de Wimbledon, Marion Bartoli de Francia derrotó a la rusa Olga Poutchkova por 6-0 y 6-0, siendo ésta la primera ocasión que en una final la derrotada no ganaba ningún juego.
En 2007, ganó el título la estadounidense Lindsay Davenport, después de retornar al circuito tras tener a su niño.

## Finales

### Individual
| Año  | Campeona                   | Finalista               | Marcador         |
| ---- | -------------------------- | ----------------------- | ---------------- |
| 1993 | Nathalie Tauziat           | Katerina Maleeva        | 6-4, 6-1         |
| 1994 | Katerina Maleeva           | Brenda Schultz-McCarthy | 6-3, 6-3         |
| 1995 | Brenda Schultz-McCarthy    | Dominique Van Roost     | 7-6, 6-2         |
| 1996 | Lisa Raymond               | Els Callens             | 6-4, 6-4         |
| 1997 | Brenda Schultz-McCarthy    | Dominique Van Roost     | 6-4, 6-7(4), 7-5 |
| 1998 | Tara Snyder                | Chanda Rubin            | 4-6, 6-4, 7-6(6) |
| 1999 | Jennifer Capriati          | Chanda Rubin            | 4-6, 6-1, 6-2    |
| 2000 | Chanda Rubin               | Jennifer Capriati       | 6-4, 6-2         |
| 2001 | Meghann Shaughnessy        | Iva Majoli              | 6-1, 6-3         |
| 2002 | Elena Bovina               | Marie-Gayanay Mikaelian | 6-3, 6-4         |
| 2003 | María Sharápova            | Milagros Sequera        | 6-2, ret.        |
| 2004 | Martina Suchá              | Abigail Spears          | 7-5, 3-6, 6-2    |
| 2005 | Amy Frazier                | Sofia Arvidsson         | 3-6, 7-6(5), 6-3 |
| 2006 | Marion Bartoli             | Olga Puchkova           | 6-0, 6-0         |
| 2007 | Lindsay Davenport          | Julia Vakulenko         | 6-4, 6-1         |
| 2008 | Nadia Petrova              | Bethanie Mattek         | 4-6, 6-4, 6-1    |
| 2009 | Melinda Czink              | Lucie Šafářová          | 4-6, 6-3, 7-5    |
| 2010 | Tamira Paszek              | Bethanie Mattek-Sands   | 7-6(6), 2-6, 7-5 |
| 2011 | Barbora Zahlavova Strycova | Marina Erakovic         | 4-6, 6-1, 6-0    |
| 2012 | Kirsten Flipkens           | Lucie Hradecká          | 6-1, 7-5         |
| 2013 | Lucie Šafářová             | Marina Erakovic         | 6-4, 6-3         |
| 2014 | Mirjana Lučić-Baroni       | Venus Williams          | 6-4, 6-3         |
| 2015 | Annika Beck                | Jeļena Ostapenko        | 6-2, 6-2         |
| 2016 | Océane Dodin               | Lauren Davis            | 6-4, 6-3         |
| 2017 | Alison Van Uytvanck        | Tímea Babos             | 5-7, 6-4, 6-1    |
| 2018 | Pauline Parmentier         | Jessica Pegula          | 7-5, 6-2         |

### Dobles
| Año  | Campeonas                             | Finalistas                                       | Marcador               |
| ---- | ------------------------------------- | ------------------------------------------------ | ---------------------- |
| 1993 | Katrina Adams Manon Bollegraf         | Katerina Maleeva Nathalie Tauziat                | 6-4, 6-4               |
| 1994 | Elna Reinach Nathalie Tauziat         | Chanda Rubin Linda Wild                          | 6-4, 6-3               |
| 1995 | Nicole Arendt Manon Bollegraf         | Lisa Raymond Rennae Stubbs                       | 7-6, 4-6, 6-2          |
| 1996 | Debbie Graham Brenda Schultz-McCarthy | Amy Frazier Kimberly Po                          | 6-1, 6-4               |
| 1997 | Lisa Raymond Rennae Stubbs            | Alexandra Fusai Nathalie Tauziat                 | 6-4, 5-7, 7-5          |
| 1998 | Lori McNeil Kimberly Po               | Chanda Rubin Sandrine Testud                     | 6-7, 7-5, 6-4          |
| 1999 | Amy Frazier Katie Schlukebir          | Cara Black Debbie Graham                         | 6-2, 6-3               |
| 2000 | Nicole Pratt Meghann Shaughnessy      | Els Callens Kimberly Po                          | 6-3, 6-4               |
| 2001 | Samantha Reeves Adriana Serra Zanetti | Klára Zakopalová Alena Vašková                   | 7-5, 4-6, 6-3          |
| 2002 | Samantha Reeves Jessica Steck         | María Emilia Salerni Fabiola Zuluaga             | 4-6, 6-3, 7-5          |
| 2003 | Li Ting Sun Tiantian                  | Els Callens Meilen Tu                            | 6-3, 6-3               |
| 2004 | Carly Gullickson María Emilia Salerni | Els Callens Samantha Stosur                      | 7-5, 7-5               |
| 2005 | Anastasia Rodionova Yelena Vesnina    | Liga Dekmeijere Ashley Harkleroad                | 6-7(4), 6-4, 6-2       |
| 2006 | Carly Gullickson Laura Granville      | Jill Craybas Alina Jidkova                       | 6-3, 6-4               |
| 2007 | Christina Fusano Raquel Kops-Jones    | Stéphanie Dubois Renata Voracova                 | 6-3, 7-6(6)            |
| 2008 | Anna-Lena Groenefeld Vania King       | Jill Craybas Tamarine Tanasugarn                 | 7-6(3), 6-4            |
| 2009 | Vania King Barbora Zahlavova Strycova | Sofia Arvidsson Séverine Brémond Beltrame        | 6-1, 6-3               |
| 2010 | Sofia Arvidsson Johanna Larsson       | Bethanie Mattek-Sands Barbora Zahlavova Strycova | 6-1, 2-6, [10-6]       |
| 2011 | Raquel Kops-Jones Abigail Spears      | Jamie Hampton Anna Tatishvili                    | 6-1, 3-6, [10-6]       |
| 2012 | Tatjana Malek Kristina Mladenovic     | Heather Watson Alicja Rosolska                   | 7-6(5), 6-7(8), [10-7] |
| 2013 | Alla Kudryavtseva Anastasia Rodionova | Andrea Hlaváčková Lucie Hradecká                 | 6-4, 6-3               |
| 2014 | Lucie Hradecká Mirjana Lučić-Baroni   | Julia Görges Andrea Hlaváčková                   | 6-3, 7-6(8)            |
| 2015 | Barbora Krejčíková An-Sophie Mestach  | María Irigoyen Paula Kania                       | 4-6, 6-3, [12-10]      |
| 2016 | Andrea Hlaváčková Lucie Hradecká      | Ala Kudriávtseva Aleksandra Panova               | 7-6(2), 7-6(2)         |
| 2017 | Tímea Babos Andrea Hlaváčková         | Bianca Andreescu Carson Branstine                | 6-3, 6-1               |
| 2018 | Asia Muhammad María Sánchez           | Darija Jurak Xenia Knoll                         | 6-4, 6-3               |